# Mario Party Superstars
Mario Party Superstars (マリオパーティ スーパースターズ, Mario Pāti Sūpāsutāzu) é um jogo eletrônico de grupo desenvolvido pela NDcube e publicado pela Nintendo para o Nintendo Switch. É o décimo segundo título de console de mesa da série Mario Party, e o segundo do Nintendo Switch após Super Mario Party (2018). Foi lançado em 29 de outubro de 2021.
O jogo apresenta cinco tabuleiros refeitos da trilogia original de Nintendo 64 e um total de cem minijogos provenientes de títulos anteriores da série, semelhantes aos de Mario Party: The Top 100 (2017), de Nintendo 3DS. Ao contrário de Super Mario Party, Superstars pode ser jogado com controles de botão. Após o seu lançamento, Mario Party Superstars recebeu avaliações positivas da crítica.

## Lançamento
A Nintendo revelou o jogo na Nintendo Direct da E3 2021 em 15 de junho. A apresentação revelou e contou com remakes dos minijogos de tabuleiro "Peach's Birthday Cake" do primeiro Mario Party, e "Space Land" de Mario Party 2. Ryan Gilliam, da Polygon, observou que os minijogos incluíam eventos não vistos nas versões originais; além disso, ele comentou que o jogo pegou emprestado alguns assets — como a interface do usuário — de seu predecessor, Super Mario Party. A apresentação também confirmou que a personagem Birdo voltaria como personagem jogável pela primeira vez desde Mario Party 9 (2012). O terceiro tabuleiro anunciado foi "Woody Woods" de Mario Party 3, que foi revelado no site oficial do jogo. Durante uma transmissão da Nintendo Direct em 23 de setembro, os dois últimos tabuleiros foram revelados, sendo eles "Yoshi's Tropical Island" de Mario Party, e "Horror Land" de Mario Party 2.
Alguns minijogos do primeiro Mario Party, que exigiam que os jogadores girassem o botão analógico o mais rápido possível, retornam em Superstars; esses minijogos apresentam um aviso para não girar o analógico com a palma da mão. Isso ocorreu devido a incidentes em que os jogadores sofreram lesões nas mãos ao usar o analógico dessa forma. Por outro lado, outras suposições indicam que o aviso também pode ter relação com evitar o famigerado "joy-con drift", um vício de fabricação em que os controles analógicos do Nintendo Switch registram movimentações não intencionais do usuário.

## Recepção
No Metacritic, Mario Party Superstars possui uma pontuação média de 80/100 com base em 88 resenhas, indicando "avaliações geralmente favoráveis".
Mitchell Saltzman, da IGN, deu uma crítica positiva, afirmando que "Mario Party Superstars é um amálgama de alguns dos melhores tabuleiros, minijogos, mecânicas e melhorias de qualidade de vida de toda a série, resultando no melhor Mario Party já lançado em muito tempo."
Superstars vendeu 163.256 cópias físicas em sua primeira semana de lançamento no Japão, tornando-se o jogo de varejo mais vendido da semana no país. O jogo foi indicado na categoria de "Melhor Jogo para Família" no The Game Awards 2021, perdendo para It Takes Two.